# 3448 Нарбут
3448 Нарбут (3448 Narbut) — астероїд головного поясу, відкритий 22 серпня 1977 року.
Тіссеранів параметр щодо Юпітера — 3,661.